# علی محرابی
علی محرابی (ترکی استانبولی: Ali Miharbi؛ زادهٔ ۱۹۷۶) هنرمند اهل ترکیه است.
او کارهای هنری گرافیکی و مجسمه‌سازی انجام می‌دهد و کارهای هنری او در نمایشگاه‌های بین‌المللی زیادی از جمله در ترکیه، ایالات متحده، مکزیک، کره جنوبی، استرالیا به نمایش گذاشته شده‌است. برزیل، آلمان، هلند، یونان، و انگلستان به نمایش گذاشته شده‌اند.